# Hollins (Virginia)
Hollins es un lugar designado por el censo situado en el Condado de Botetourt y el Condado de Roanoke (Virginia), Estados Unidos. Su población es de 14 309 habitantes según el censo del año 2000. Forma parte del área metropolitana de Roanoke.